# Chapitre de religieux
Pour les articles homonymes, voir Chapitre.

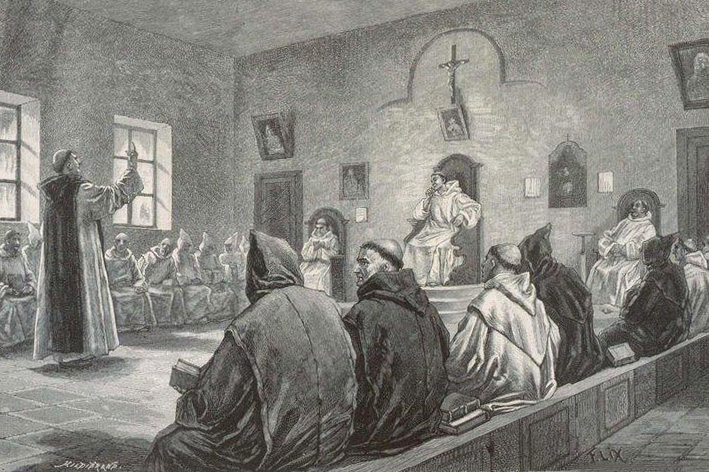
Réunion du chapitre chez les Trappistes d'Oelenberg (Frédéric Lix, 1889)

Dans la tradition catholique, le chapitre d'un ordre ou d'une congrégation religieuse est l'assemblée des religieux, clercs, frères ou religieuses, réunie dans des conditions et pour des raisons définies par la règle. Chaque abbaye a son chapitre à intervalles réguliers, voire quotidiens. Tous les membres de la communauté y prennent part. Les instituts religieux ont leur chapitre, au niveau régional (appelé chapitre provincial) ou général (chapitre général) à intervalles fixés par leurs statuts propres.
Le mot chapitre a son origine dans la réunion quotidienne des moines au début de laquelle un chapitre (capitulum) de la règle de saint Benoît était lu, puis commenté par le père abbé. Ensuite les questions concernant la vie de leur communauté étaient discutées par les moines ou nonnes. Cela pouvait être la distribution des tâches et offices, la coulpe, l'admission de nouveaux membres, mais aussi des élections, etc. Les décisions du père abbé étaient en principe précédées d'une discussion au cours du chapitre.
On distingue plusieurs chapitres, selon leur composition, certains pouvant réunir des moines de plusieurs abbayes et organiser la vie de l'ordre religieux.

## Chapitres généraux
Avant 1119, des assemblées générales d'abbés, de supérieurs ou de moines ont eu lieu, mais elles ne sont pas un rouage ordinaire de gouvernement. En Orient, au IVe siècle, les moines se rassemblent périodiquement. Neuf ou dix monastères fondés par saint Pacôme, mort en 350, organisent des réunions : deux fois par an se tient une assemblée générale. La réunion du mois d'août avait surtout pour objet l'administration temporelle : les supérieurs y rendaient compte de leur gestion. Ils pouvaient être changés ou remplacés et le supérieur général donnait ses avis et dictait les dispositions à prendre pour la bonne marche des communautés.
En Occident, on ne rencontre pas de traces d'assemblées générales avant le IXe siècle. Selon la conception bénédictine, chaque monastère formait un tout, indépendant des autres. Saint Benoît connaissait cependant les unions pacômites, car il fit des emprunts à la règle de saint Pacôme. Primitivement les unions entre monastères ne sont pas des rapports de subordination : « Il paraît bien probable que la conception des relations entre l’abbas pater et l’abbas filius n'a pas occupé saint Benoît puisque, contre le mauvais abbé, il invoque le secours non pas d'un autre abbé qui serait son supérieur, mais des fidèles, d'un abbé voisin ou même de l'évêque ... Jusqu'à la fin du VIIIe siècle, il ne semble pas qu'il y ait eu de tentative de quelque étendue pour modifier ou développer la conception de saint Benoît quant aux relations ou plutôt à l'absence de relations entre les monastères où sa règle était suivie. » On ne peut pas non plus considérer comme une assemblée juridique, prélude des chapitres généraux, la grande assemblée des abbés de l'empire franc convoqués en 817 à Aix-la-Chapelle sous l'inspiration de saint Benoît d'Aniane et sous la protection de Louis le Pieux. Ce fut un fait isolé et cet essai d'union n'eut pas de suite. Les réunions d'abbés qui délibéraient ensemble, mais sans juridiction, sur des intérêts communs, se tinrent dès le Xe siècle et elles furent très nombreuses au XIIe siècle, en particulier en France, en Lorraine et en Belgique.
C'est dans l'histoire de Citeaux qu'on rencontre les premiers documents sur le vrai chapitre général. Cette nouvelle institution répond d'ailleurs à un besoin qui n'est pas particulier à Cîteaux, la nécessité d'unir les fondations multipliées et de centraliser le gouvernement sans compromettre l'esprit de famille de chaque groupe. D'autre part on ne peut confier à un seul homme le gouvernement d'un trop grand nombre d'abbayes : il a besoin d'être sinon contrôlé, du moins aidé par une assemblée générale qui représente l'autorité suprême et juge en dernier ressort. La Carta Caritatis, approuvée au chapitre général cistercien de 1119, et ratifiée à Saulieu par le pape Calixte II, homologuait l'institution.
Dans le droit actuel, le chapitre général détient l’autorité législative suprême dans l'institut religieux selon leurs constitutions propres. Il a surtout pour mission de protéger et développer le charisme et patrimoine de l’institut, et de promouvoir sa rénovation et son adaptation selon ce patrimoine, d’élire le modérateur suprême, de traiter les affaires majeures et d’édicter des règles auxquelles tous doivent obéir. La composition et l’étendue du pouvoir du chapitre sont définies dans les constitutions ; le droit propre détermine en outre le règlement de la célébration du chapitre, surtout en ce qui concerne les élections et l’ordre du jour des questions à traiter. Dans la Compagnie de Jésus, les chapitres généraux sont appelés Congrégations générales.

## Chapitres provinciaux
L'institution des chapitres provinciaux est née du besoin de contrôle régulier d'autant plus efficace qu'il est limité et donc régional. Pour diverses raisons, raison de multiplicité d'abbayes, d'éloignement trop grand, les chapitres généraux, malgré la désignation de visiteurs, ne suffirent pas à assurer ce contrôle. Il était donc naturel que le besoin se fît sentir d'une division du travail. Aussi avant le concile de Latran de 1215, des fédérations régionales s'organisent dans les sociétés religieuses. Au milieu du XIIe siècle, par exemple, les chanoines réguliers en Allemagne se groupent en chapitres provinciaux.
C'est le droit propre de chaque institut religieux qui détermine la composition et l'autorité de ces chapitres

## Chapitres conventuels
À l'origine, la réunion des membres de la communauté dans la salle du chapitre était consacrée à diverses actions et elle se tenait
chaque jour, comme on le fait encore dans certains monastères. Toutes les cérémonies du chapitre conventuel se déroulaient successivement, et sans interruption. On ne distinguait pas le chapitre liturgique, le chapitre des coulpes et le chapitre d'affaires, comme on les distingue et les sépare actuellement dans certains ordres religieux.

### Chapitre liturgique

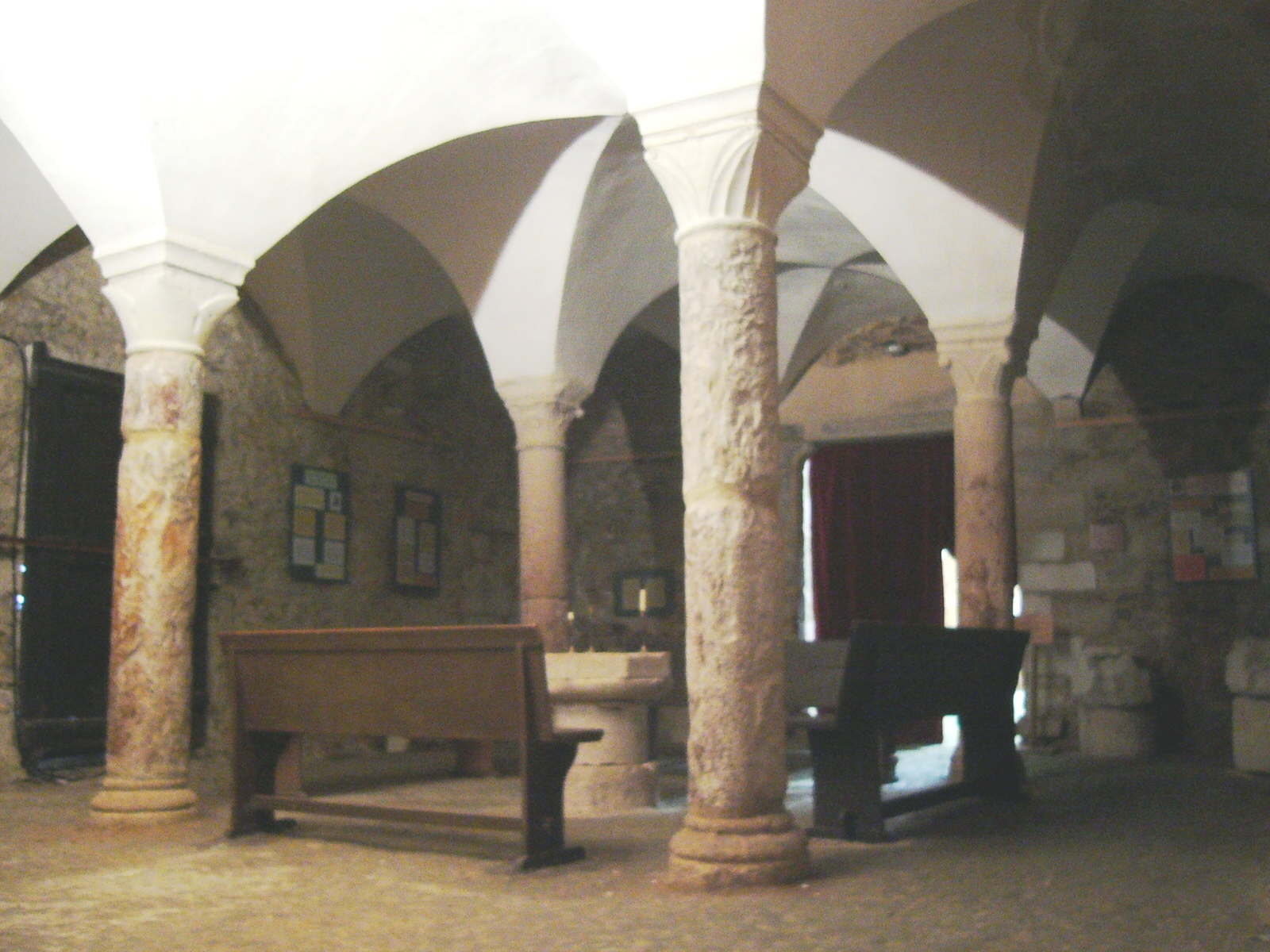
Salle de chapitre

Le chapitre liturgique ou séance capitulaire ou, plus simplement, le chapitre, réunit l'ensemble des moines dans la salle capitulaire. Lors de cette séance, un extrait de la règle est lu et expliqué par l'abbé. Les noms des saints du jour et des moines et convers de l'abbaye dont c'est l'anniversaire de la mort sont aussi cités.
L’Ordo qualiter, qui régit les monastères après les réformes de Benoît d'Aniane et de Cluny fixe le déroulement de ce chapitre à la fin du VIIIe siècle. La cérémonie commençait par la lecture du martyrologe, précédée de l'indication du jour de la lune et de la date du mois. Puis on annonçait les fêtes du lendemain. On chantait le verset qui commence par ces mots : Pretiosa in Conspectu Domini. L'invocation du secours divin pour les œuvres de la journée marquait la fin du silence nocturne. Puis, lecture de la règle avec commentaire par le président de la séance ou par un autre moine désigné. À certains jours de fête, cette lecture était remplacée par la lecture de l'Évangile. Suivait la lecture du nécrologe, c'est-à-dire non seulement de la liste des abbés et moines défunts, mais aussi de la liste des étrangers défunts qui s'étaient recommandés aux prières du monastère, ou qui avaient fait une fondation: la lecture de la charte de fondation pouvait être faite au chapitre. On récitait ensuite plusieurs psaumes et l'absoute pour les défunts ainsi que les prières de recommandation des bienfaiteurs vivants. Cette première partie se terminait par la lecture des tabella ou de l'assignation des diverses fonctions. S'ouvrait alors le chapitre des coulpes.

### Chapitre des coulpes
Le chapitre des coulpes est une séance capitulaire lors de laquelle les moines avouent les fautes dont ils se sont rendus coupables et demandent pénitence.
Les coutumiers des abbayes cisterciennes indiquent le cérémonial du chapitre des coulpes. Si les formules diffèrent, la procédure ne varie pas : accusation et proclamation. Avant de s'accuser, le moine coupable se prosterne puis sur l'ordre du prieur il se relève et énumère ses coulpes, c'est-à-dire les fautes extérieures de désobéissance à la règle. Il se prosterne de nouveau puis se relève. À Cluny, le cérémonial de l'accusation est plus sévère. Les coulpes que l'on accuse, sont partout à peu près les mêmes : arriver en retard à l'office ou au réfectoire, se tromper dans la psalmodie ou la récitation des antiennes et des leçons, être négligent dans le travail ou au cours des différentes occupations matérielles.
Fautes retenues et sanctions diffèrent selon les ordres religieux. Par exemple, la règle de saint Benoît distingue les fautes légères et les fautes graves et assigne à chaque espèce une ou plusieurs sanctions. Le coupable d'une faute légère ne participe pas à la table commune et ne remplit plus de fonctions au chœur, tant que réparation n'est pas faite. Les fautes graves sont punies par l'excommunication de la table et de l'office : le moine est exclu de la société de ses frères.
Selon les monastères, le chapitre des coulpes se tient une ou deux fois par semaine.

### Chapitre d'affaires
À l'origine, le chapitre conventuel d'affaires était constitué par tous les moines profès du monastère : les capitulants formaient un tout distinct de la personne de l'abbé. On nommait séparément l'abbé et son chapitre. Dans les procès-verbaux de ces assemblées, on rencontre cette expression : « l'abbé et la communauté. » L'abbé et le chapitre avaient chacun un sceau spécial.
De nos jours, le chapitre est le conseil du supérieur religieux dans son gouvernement. Ce n'est pas un organe de gouvernement collégial, puisque le supérieur gouverne et prend les décisions finales. Cependant, dans les cas où le droit - propre ou universel - le prescrit expressément, la validité de ces décisions peut dépendre du vote délibératif ou consultatif émis par le chapitre. C'est par exemple le cas pour l'admission d'un novice à la profession temporaire.
Les constitutions de chaque abbaye, de chaque groupe d'abbaye ou de chaque congrégation énumèrent les affaires du ressort du chapitre. Par exemple, les constitutions des frères prêcheurs limitent les attributions du chapitre conventuel aux questions d'admission à la prise d'habit et à chaque profession.

## La salle capitulaire
On ne sait pas si, dans les origines du monachisme il y avait une salle réservée aux réunions capitulaires. La règle de saint Pacôme n'y fait pas allusion. De même, le plan de Saint-Gall ne dénote rien qui puisse indiquer un lieu spécial. Les moines de Saint-Gall tenaient leur réunion dans le cloître, au nord et dans le voisinage de l'église.
Le premier témoignage que l'on trouve d'un local destiné aux réunions des moines en dehors de l'église et du réfectoire se lit dans le récit de la vie d'Anségise, qui devint abbé de Fontenelle en 827. Dans les couvents dominicains, le chapitre était situé dans la partie du cloître en retour d'équerre sur le chevet de l'église. Humbert de Romans recommande aux novices qui vont se coucher après les matines de ne pas troubler les religieux qui vont au chapitre et de ne pas les écouter, ce qui laisse supposer que le chapitre restait ouvert.
La salle du chapitre sert également de lieu de réception des hôtes de marque.